# Sitobion bamendae
Sitobion bamendae är en insektsart. Sitobion bamendae ingår i släktet Sitobion och familjen långrörsbladlöss. Inga underarter finns listade i Catalogue of Life.